# تيه عظمي
التيه العظمي (بالإنجليزية: Bony labyrinth)‏ هو مجموعة من التجاويف والحُجيرات العظمية المتصلة والمنطمرة في الجزء الصخري للعظم الصدغي. ويقسم إلى ثلاث أجزاء بحسب الشكل:
1. القوقعة (بالإنجليزية: Cochlea)‏
2. الدهليز (بالإنجليزية: Vestibule)‏
3. الأنفاق الهلالية (بالإنجليزية: semicircular canals)‏

يبطن السمحاق هذه التجاويف العظمية، وتحتوي هذه التجاويف على مكونين: التيه الغشائي، وسائل يسمى: "اللمف المحيطي" (بالإنجليزية: perilymph)‏ وهو سائل مشابه في تركيبه للسائل خارج الخلايا، حيث يحتوي صوديوم بتركز عالٍ، وبوتاسيوم بتركيز منخفض.